# GLI4
GLI4 (англ. GLI family zinc finger 4) – білок, який кодується однойменним геном, розташованим у людей на короткому плечі 8-ї хромосоми. Довжина поліпептидного ланцюга білка становить 376 амінокислот, а молекулярна маса — 41 145.
| 10         |  | 20         |  | 30         |  | 40         |  | 50         |
| ---------- |  | ---------- |  | ---------- |  | ---------- |  | ---------- |
| MAALGDIQES |  | PSVPSPVSLS |  | SPGTPGTQHH |  | EPQLHLHGHQ |  | HGSPGSSPKV |
| LSQPSDLDLQ |  | DVEEVEIGRD |  | TFWPDSEPKP |  | EQAPRSPGSQ |  | APDEGAGGAL |
| RSLLRSLPRR |  | ARCSAGFGPE |  | SSAERPAGQP |  | PGAVPCAQPR |  | GAWRVTLVQQ |
| AAAGPEGAPE |  | RAAELGVNFG |  | RSRQGSARGA |  | KPHRCEACGK |  | SFKYNSLLLK |
| HQRIHTGEKP |  | YACHECGKRF |  | RGWSGFIQHH |  | RIHTGEKPYE |  | CGQCGRAFSH |
| SSHFTQHLRI |  | HNGEKPYKCG |  | ECGQAFSQSS |  | NLVRHQRLHT |  | GEKPYACSQC |
| GKAFIWSSVL |  | IEHQRIHTGE |  | KPYECSDCGK |  | AFRGRSHFFR |  | HLRTHTGEKP |
| FACGACGKAF |  | GQSSQLIQHQ |  | RVHYRE     |  |            |  |            |

A: Аланін

C: Цистеїн

D: Аспарагінова кислота

E: Глутамінова кислота

F: Фенілаланін

G: Гліцин

H: Гістидин

I: Ізолейцин

K: Лізин

L: Лейцин

M: Метіонін

N: Аспарагін

P: Пролін

Q: Глутамін

R: Аргінін

S: Серин

T: Треонін

V: Валін

W: Триптофан

Кодований геном білок за функцією належить до фосфопротеїнів. 
Білок має сайт для зв'язування з іонами металів, іоном цинку, ДНК. 
Локалізований у ядрі.